# Járdánháza
Járdánháza este un sat în districtul Ózd, județul Borsod-Abaúj-Zemplén, Ungaria, având o populație de 1.918 locuitori (2011). 

## Demografie
Componența etnică a satului Járdánháza
     Maghiari (84,39%)
     Romi (15,26%)
     Necunoscut (0,2%)
     Germani (0,15%)
     Alții (0,2%)
Componența confesională a satului Járdánháza
     Romano-catolici (67,31%)
     Fără religie (5,16%)
     Reformați (3,49%)
     Necunoscută (22,16%)
     Alte religii (3,7%)
Conform recensământului din 2011, satul Járdánháza avea 1.918 locuitori. Din punct de vedere etnic, majoritatea locuitorilor (84,39%) erau maghiari, cu o minoritate de romi (15,26%). Apartenența etnică nu este cunoscută în cazul a 0,2% din locuitori.  Din punct de vedere confesional, majoritatea locuitorilor (67,31%) erau romano-catolici, existând și minorități de persoane fără religie (5,16%) și reformați (3,49%). Pentru 22,16% din locuitori nu este cunoscută apartenența confesională.